# Natalja Alimowa
Natalja Adamowna Alimowa; (ros. Наталья Адамовна Алимова (ur. 9 grudnia 1978 w Petersburgu) – rosyjska siatkarka, grająca jako środkowa. Obecnie występuje w klubie Zarieczje Odincowo.

## Sukcesy
- Mistrzostwo Rosji: 2011
- Puchar Rosji: 2011